# LaMoure
LaMoure és una ciutat i seu del Comtat de LaMoure a l'estat de Dakota del Nord dels Estats Units d'Amèrica.

## Demografia
Segons el cens dels Estats Units del 2000 LaMoure tenia 944 habitants., 386 habitatges, i 238 famílies. La densitat de població era de 284,8 hab./km².
Dels 386 habitatges en un 29,8% hi vivien nens de menys de 18 anys, en un 54,4% hi vivien parelles casades, en un 4,9% dones solteres, i en un 38,1% no eren unitats familiars. En el 35,5% dels habitatges hi vivien persones soles el 18,1% de les quals corresponia a persones de 65 anys o més que vivien soles. El nombre mitjà de persones vivint en cada habitatge era de 2,33 i el nombre mitjà de persones que vivien en cada família era de 3,06.
Per edats la població es repartia de la següent manera: un 27,4% tenia menys de 18 anys, un 4,4% entre 18 i 24, un 24,4% entre 25 i 44, un 18,2% de 45 a 60 i un 25,5% 65 anys o més.
L'edat mediana era de 41 anys. Per cada 100 dones de 18 o més anys hi havia 84,1 homes.
La renda mediana per habitatge era de 30.781 $ i la renda mediana per família de 42.375 $. Els homes tenien una renda mediana de 28.750 $ mentre que les dones 19.432 $. La renda per capita de la població era de 15.832 $. Entorn del 6,8% de les famílies i el 7,6% de la població estaven per davall del llindar de pobresa.

## Poblacions properes
El següent diagrama mostra les poblacions més properes.